# Diga di Genale
La diga di Genale è uno sbarramento sul fiume Uebi Scebeli la quale, assieme ad una vasta rete di canali, è stata realizzata nella zona sud della Somalia e fu fortemente voluta da Cesare Maria De Vecchi, Governatore di tale paese dal 1924 al 1928, allo scopo di fornire l'acqua necessaria all'irrigazione di un vasto territorio fra Genale, Merca e Goluin, da dare in concessione.

## Area dell'intervento
L'Uebi Scebeli (fiume dei leopardi o ghepardi) nella zona di Genale, dove fu realizzata la diga, scorre in una vasta pianura fra i 65 – 70 metri sul livello del mare e dista dall'Oceano Indiano 13,5 km (punto di minima distanza).
Fra la pianura ed il mare però esistono dune di sabbia in parte mobili che si elevano in altezza sino a 100 – 130 metri sul livello del mare impedendo al fiume di sfociare nell'oceano Indiano ed obbligandolo a raggiungere il fiume Giuba, in cui confluisce solamente nei periodi di piena in quanto normalmente l'acqua si disperde, prima di arrivarvi, formando delle aree paludose. 
Fino a qualche anno prima dell'intervento, in questo tratto di pianura, sebbene composto di terra fertile, erano presenti essenzialmente arbusti e boscaglia di varie specie arboree; inoltre, principalmente lungo le sponde del fiume, esistevano piccoli agglomerati di capanne e poco terreno coltivato dagli indigeni.
Nei periodi di massima richiesta di acqua per l'irrigazione, la portata del fiume superava i 100 m³/s e pertanto sottrarre da tale portata i 40 m³/s necessari per irrigare i 25-30.000 ettari di terreno che avrebbero dovuto costituire il comprensorio delle concessioni agricole, non lasciava a secco l'Uebi Scebeli.
La portata d'acqua del fiume scendeva sotto i 40 m³/s solo nei periodi in cui l'irrigazione non risultava necessaria (riposo vegetativo da gennaio a marzo). Per tale ragione la diga non aveva il compito di fare accumulo di acqua ma doveva servire come opera di presa, per i canali di distribuzione, ad una quota di livello tale da permettere all'acqua di raggiungere tutta la zona. 
La canalizzazione, per una lunghezza iniziale di 45 km per poi raggiungere gli 80 km, si distacca a monte della diga ripartendosi in due canali fondamentali.
- Un primo, denominato canale principale,  con portata di 25 m³/s a sezione trapezia con larghezza media di 13,5 m e profondo 3 m.
- Un secondo, denominato 1° secondario, con portata di 15 m³/s a sezione trapezia con larghezza media di 8 m e profondo 3 m.

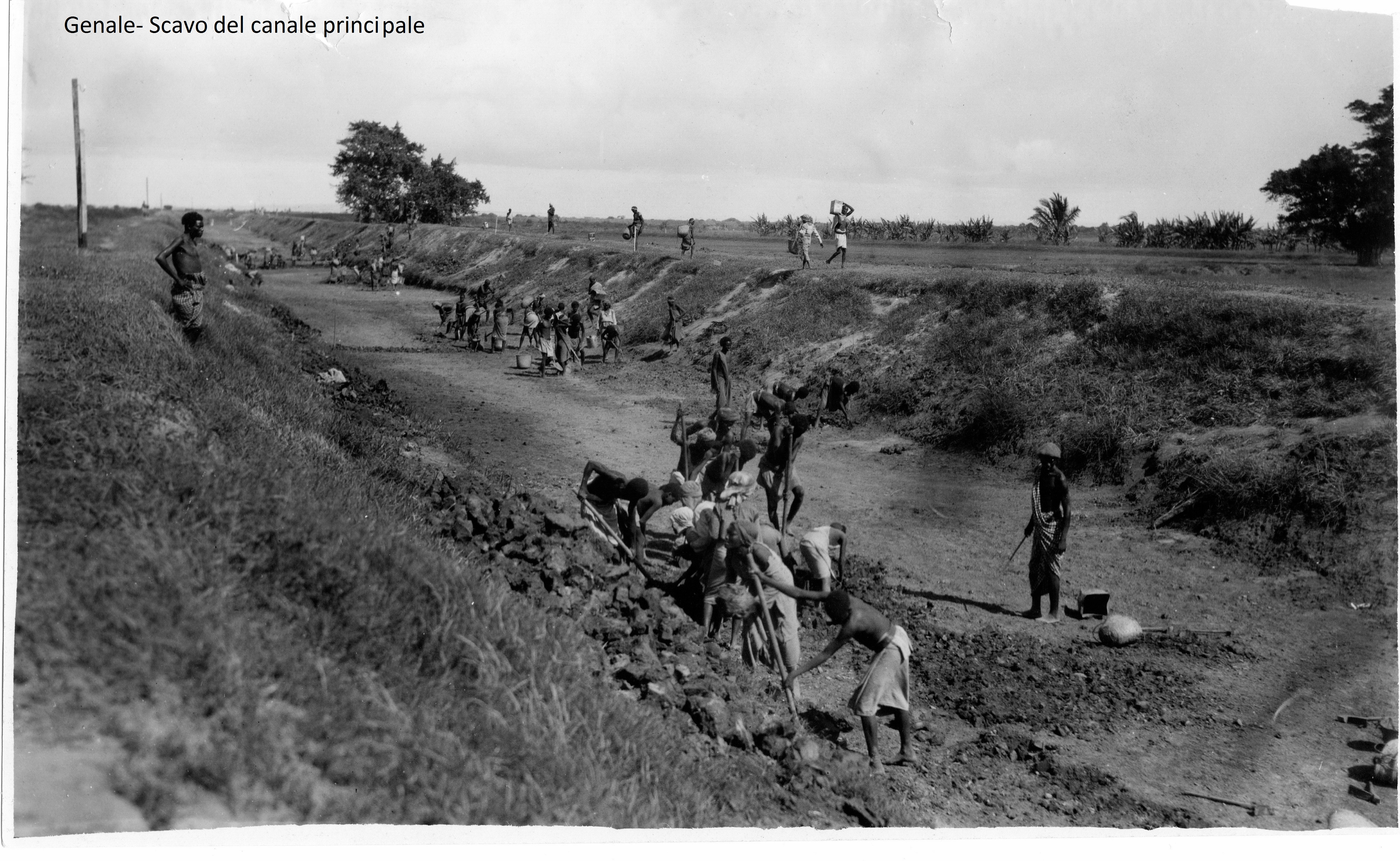
Scavo del canale principale
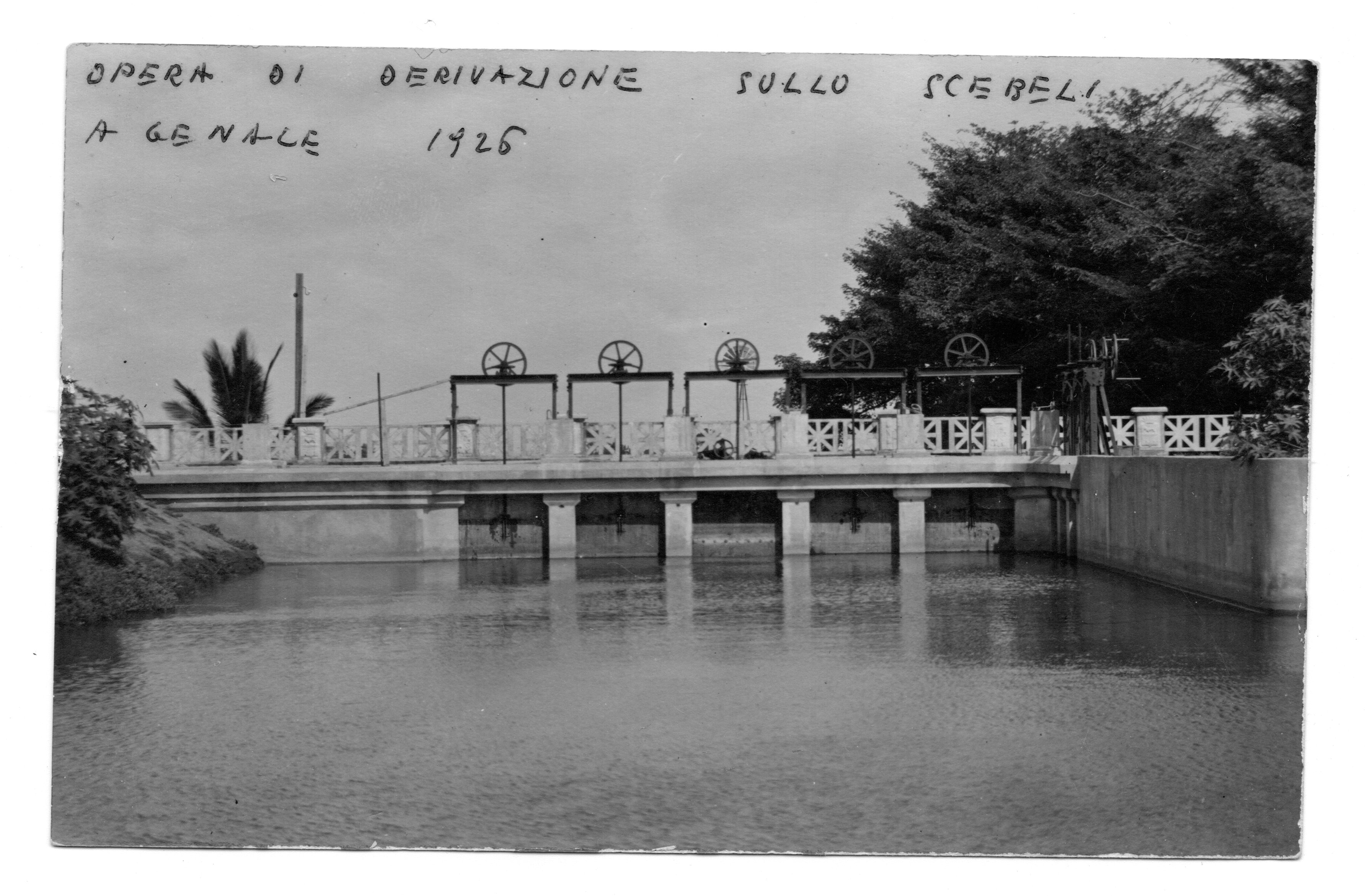
Derivazione per alimentare i canali
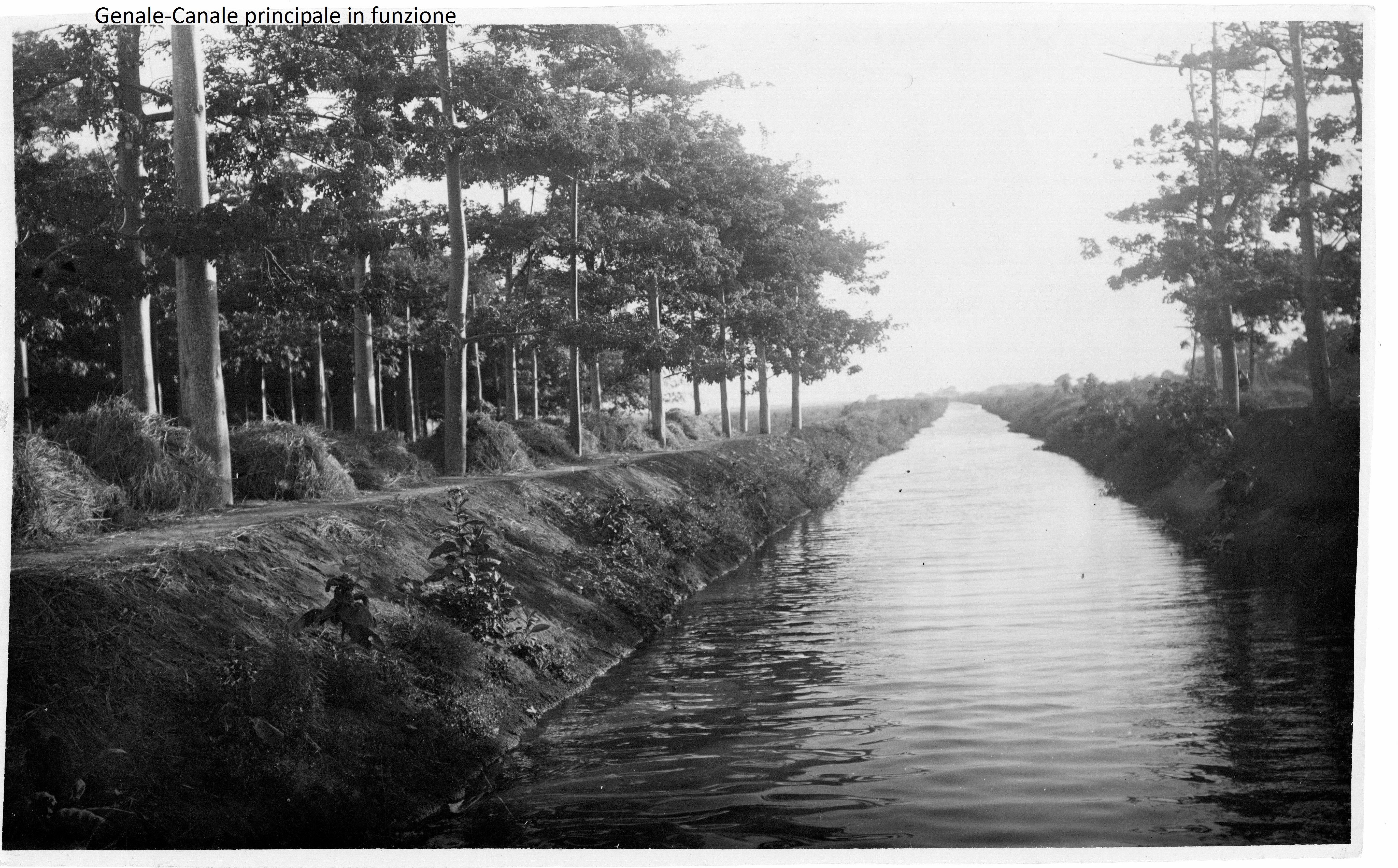
Canale in funzione con l'acqua pronta per irrigare

### Diga

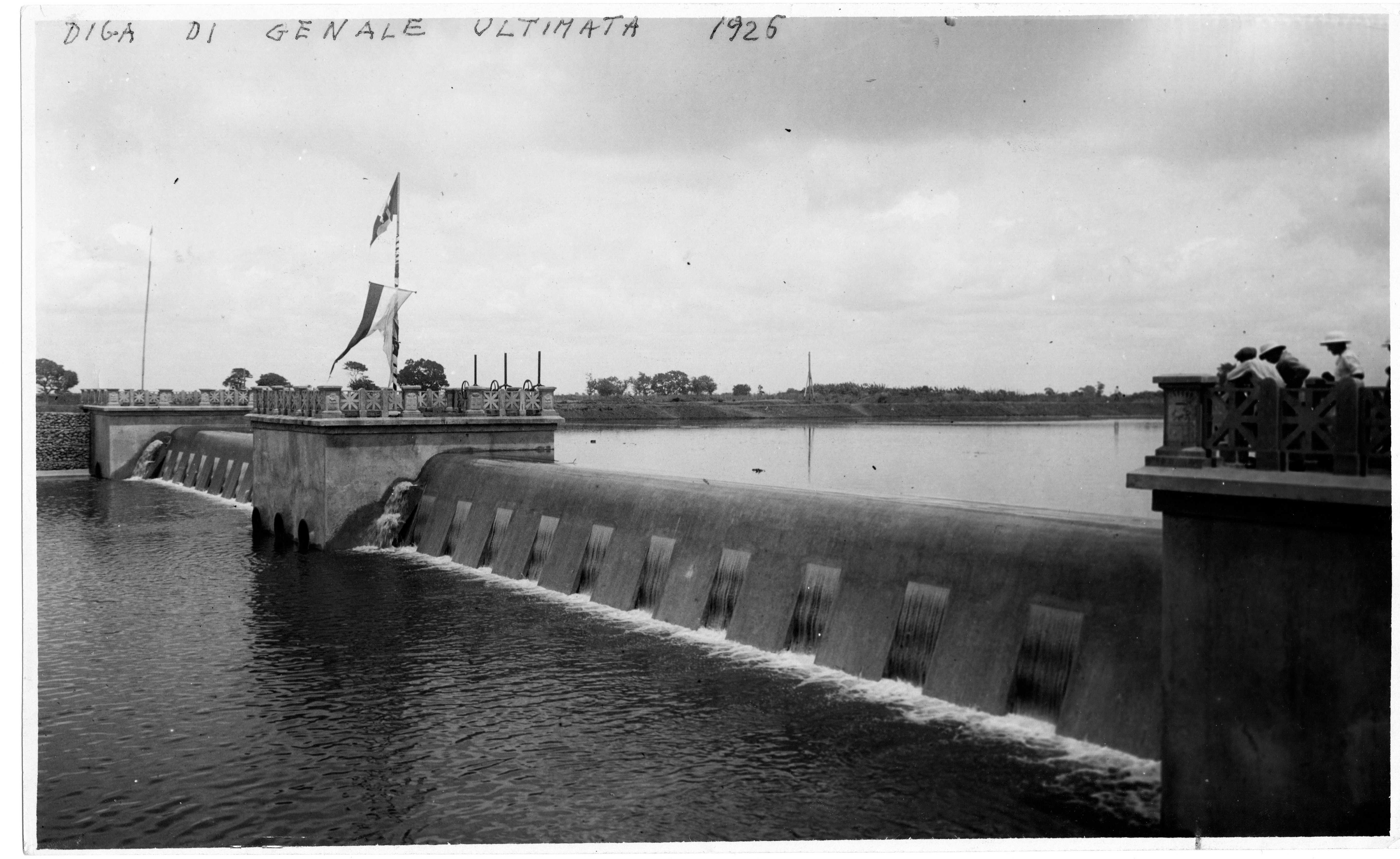
Diga ultimata, il giorno dell'inaugurazione

Il progetto e la direzione dei lavori della diga fu affidata a l'ingegnere Gaetano De Angelis e va ricordata non tanto per l'importanza intrinseca, anche se abbastanza innovativa essendo costruita cava ed in cemento armato, ma soprattutto per le difficoltà realizzative e per il notevole riscontro che ebbe, assieme alla canalizzazione, nell'esaltare la politica espansionistica dell'Italia e per la vita socio economica dell'area. A tale proposito si riporta un trafiletto estratto dal bilancio della Somalia Italiana per il 1927-1928.
L'opera che si compie nel territorio di Merca-Genale si sviluppa e dilaga come una macchia d'olio e non ha bisogno di propaganda, di volumi, di discorsi, di magnificazioni di successi. Il negarla le giova forse più che non l'affermarla; cammina ormai da sé e si riproduce, aumenta, ingigantisce per sé stessa: è una creatura vivente, e l'artefice, guardandola, trae ragione di compiacimento da questa figlia della fede e della volontà.»

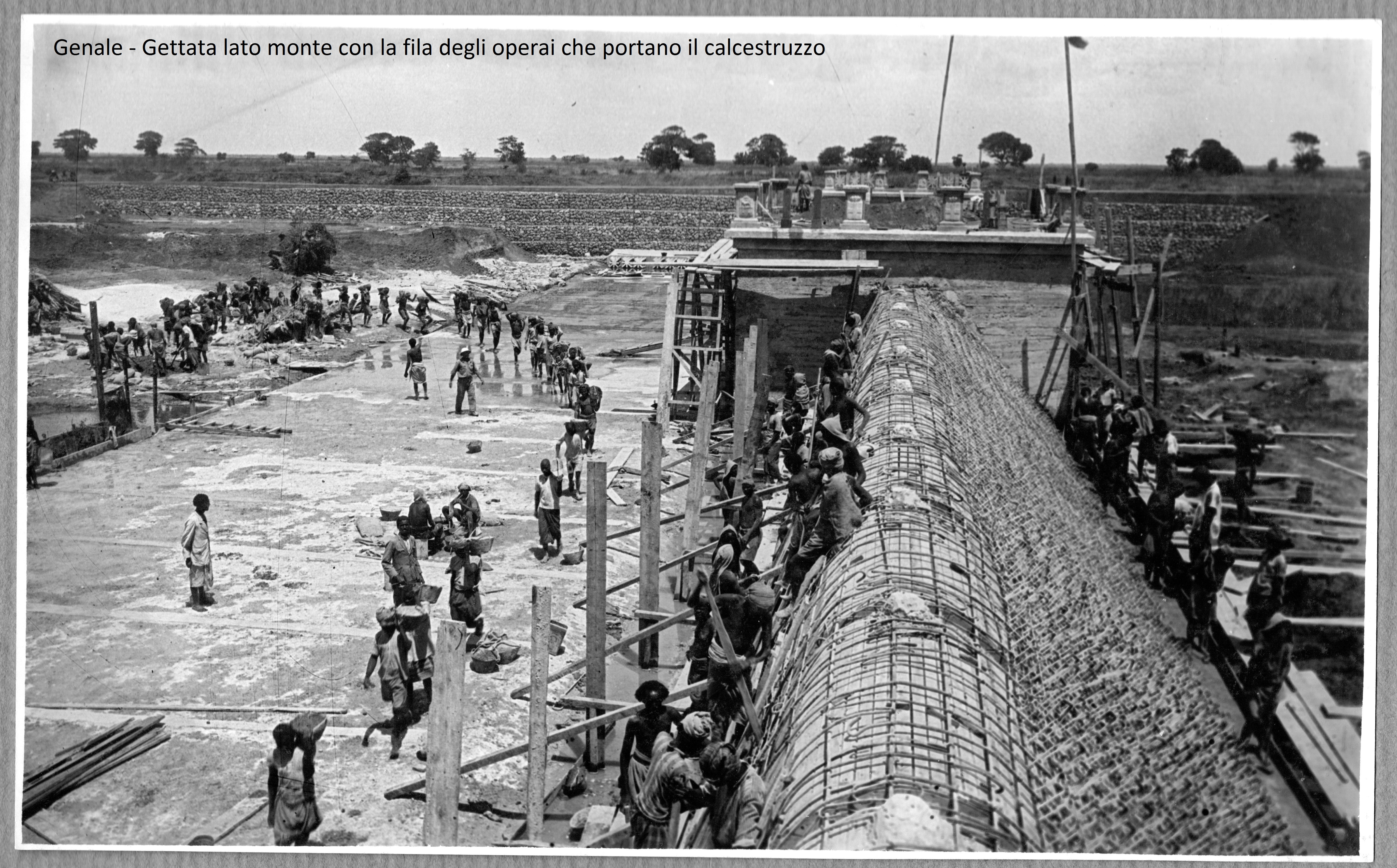
La fila degli operai che portano il calcestruzzo
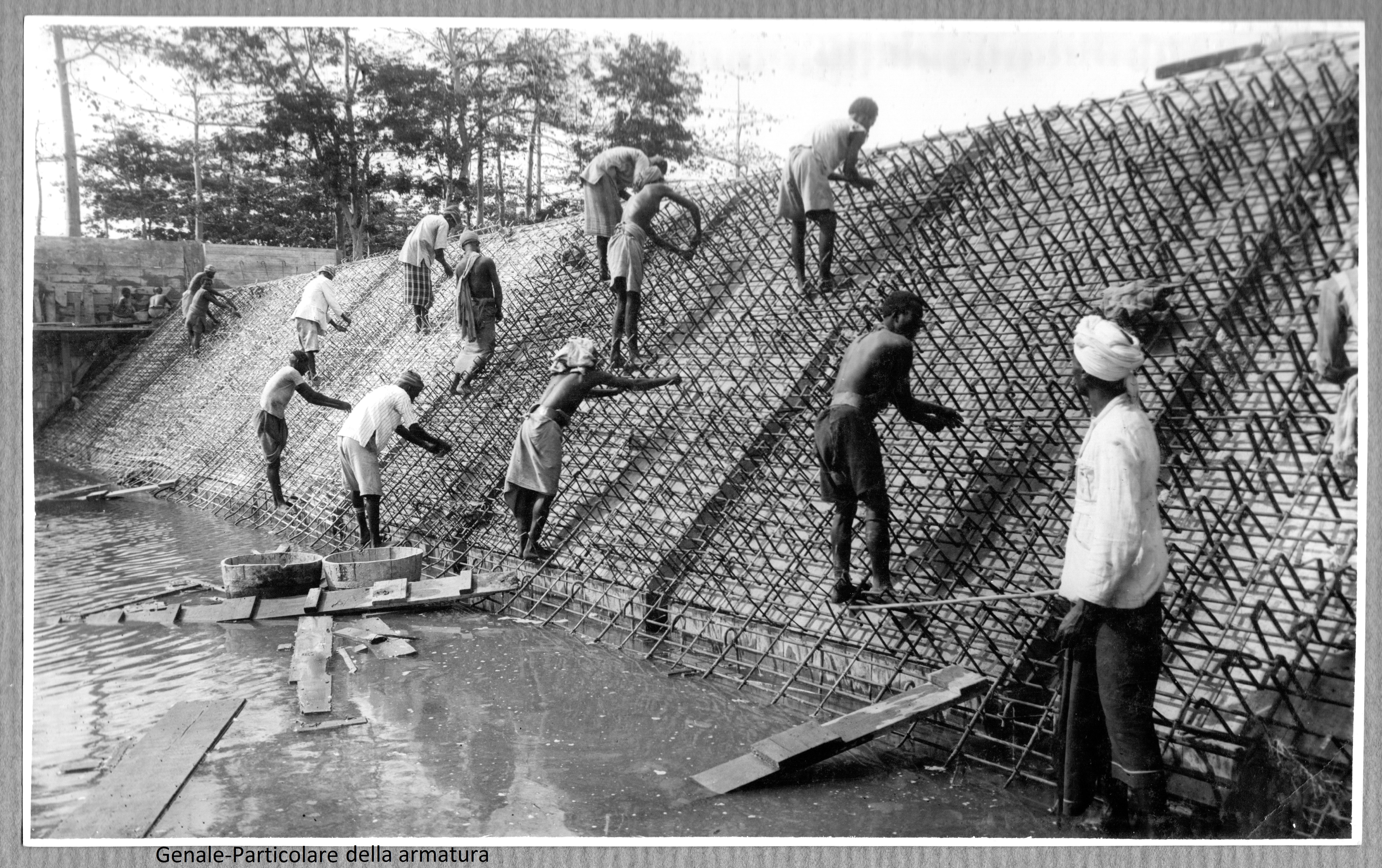
Particolare delle armature
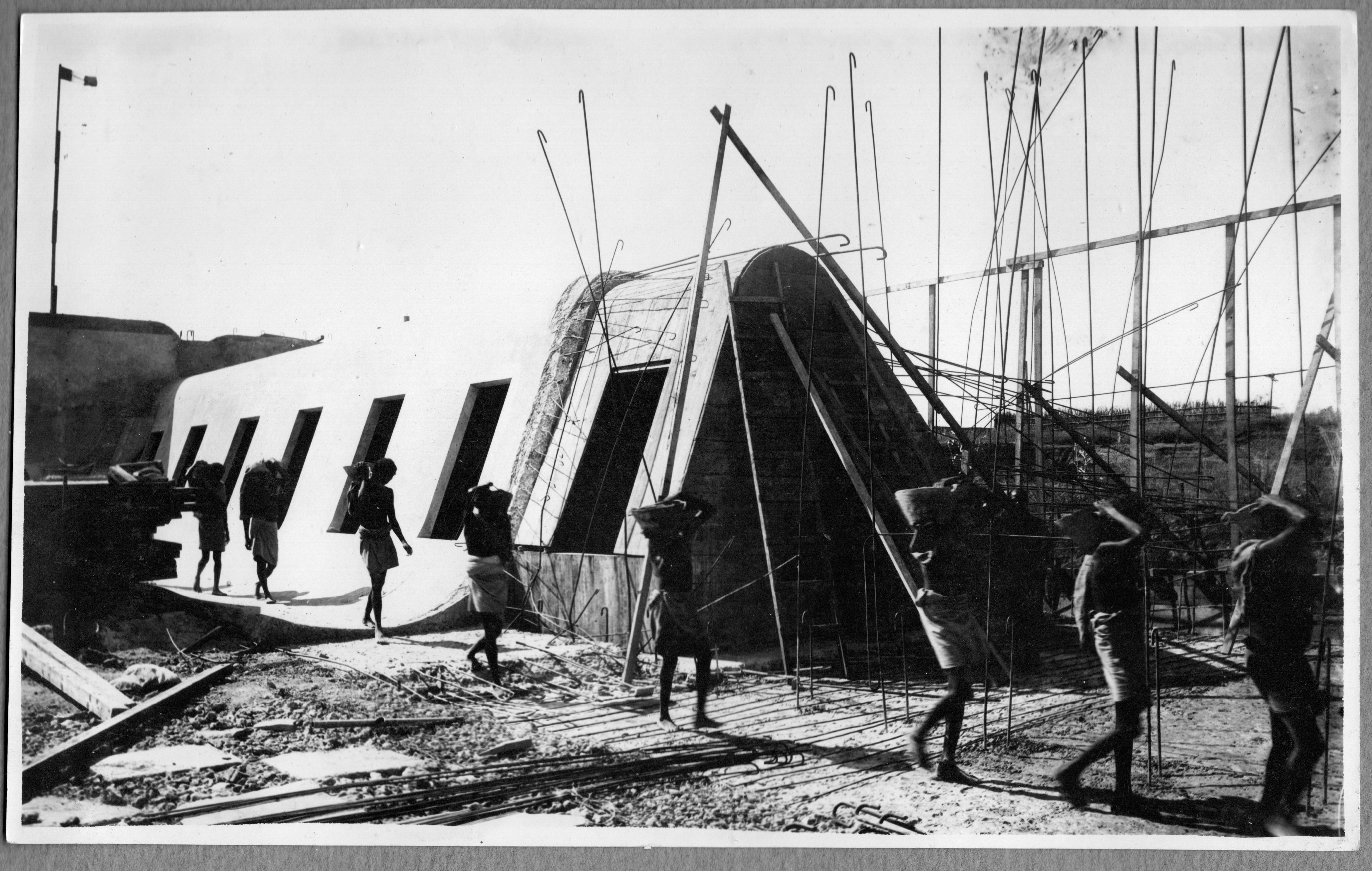
La diga cava vista in sezione

In merito alle difficoltà realizzative, se ne riportano solo le più significative fra quelle che si dovettero superare.
- Il tempo atmosferico fu inclemente con frequenti piene del fiume le quali ovviamente rallentarono l'iter costringendo a lavorare 24 ore su 24 e quindi alla luce artificiale piuttosto scarsa.
- Il terreno di fondazione era melmoso e costrinse a lavorare con l'uso quasi continuo delle idrovore.

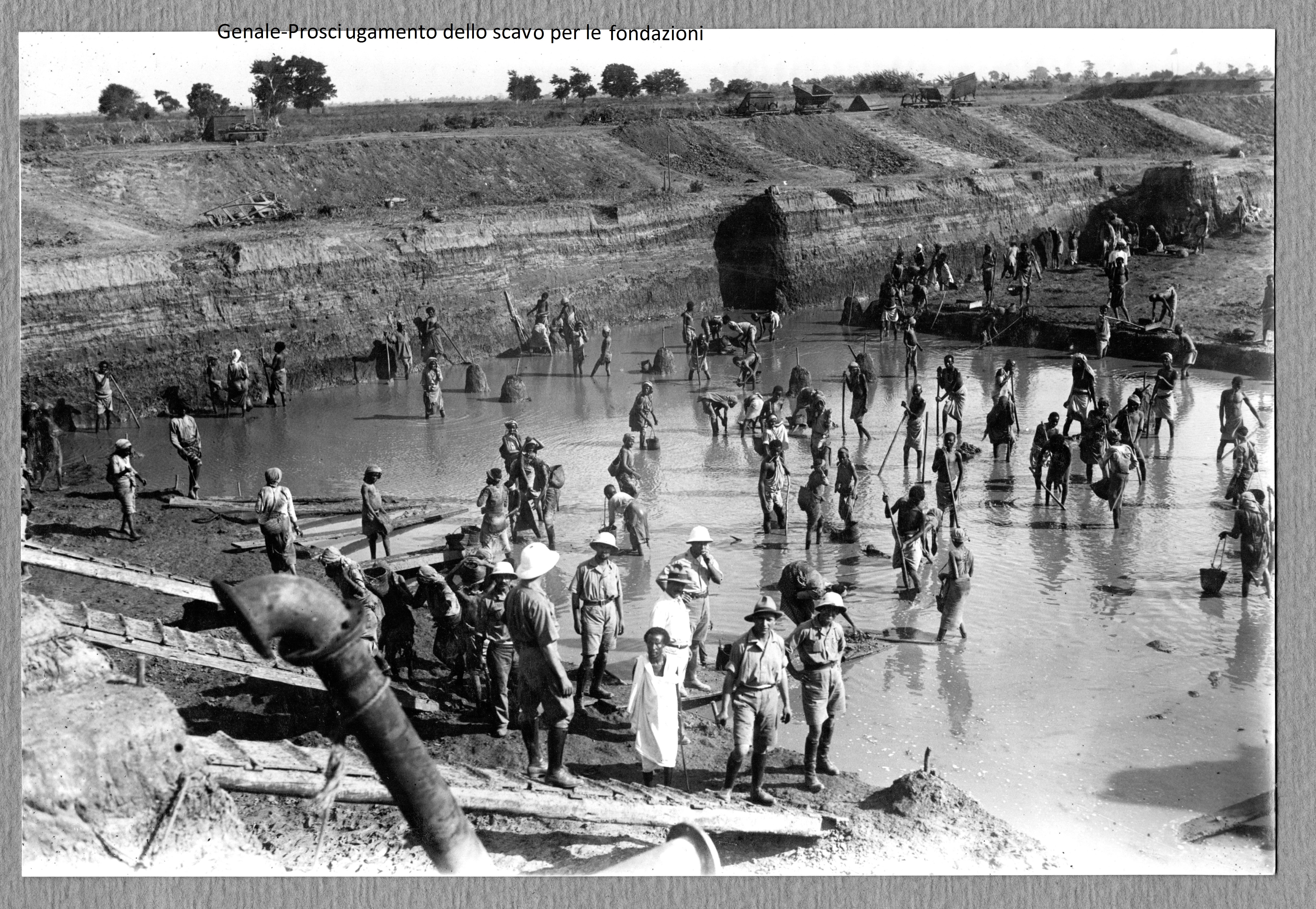
Prosciugamento scavo delle fondazioni

- Non vi erano gru, scavatrici ecc. il lavoro veniva svolto con pale, secchi e soprattutto... uomini. In certi periodi per rimuovere i 40.000 metri cubi di terreno lavorarono contemporaneamente 1.000 operai indigeni.
- L'addestramento degli indigeni per metterli in grado di eseguire i compiti più delicati (fare gli impasti di calcestruzzo e la carpenteria di contenimento delle gettate, piegare disporre e legare i ferri di armatura, fare le gettate in maniera corretta) fu veramente duro.
- Il materiale necessario all'opera proveniva da Mogadiscio, per quanto riguardava ferro e legname. Il grosso (pietrame, cemento, sabbia ecc) proveniva da Merca (distante circa 14 km) e poiché fra questa cittadina e la pianura s'interpongono le dune di sabbie mobili, allora senza strade,  il trasporto avveniva con carovane di dromedari poiché gli autocarri si insabbiavano. Furono necessari 120.000 trasporti a dorso di dromedario ovvero una carovana di 350 -400 dromedari al giorno per tutta la durata dei lavori.

La costruzione iniziò nel gennaio del 1926 e nonostante le difficoltà accennate, terminò nell'ottobre del medesimo anno. L'inaugurazione avvenne il 28 ottobre 1926 ed ebbe come madrina la contessa Rina De Vecchi di Val Cismon alla quale le maestranze fecero omaggio del modellino della diga.
Oggi nell'anno 2009,  viene spontaneo chiedersi come tutto sia potuto arrivare a termine in breve tempo senza incidenti di rilievo né materiali né morali; i rapporti umani furono veramente ottimi senza esaltare le distinzioni di classe o di colore - pur lavorando in condizioni molto disagiate.